# Cristian Molinaro
Cristian Molinaro (Vallo della Lucania, 30 juli 1983) is een Italiaans betaald voetballer die doorgaans als linksback speelt. Hij verruilde Parma in juli 2014 voor Torino. Molinaro debuteerde in 2010 in het Italiaans voetbalelftal.

## Carrière
Molinaro's loopbaan in het betaald voetbal begon in de Serie B bij Salernitana Calcio 1919, waar hij vanuit de jeugdopleiding doorstootte naar de hoofdmacht. De club ging in 2005 failliet. Juventus haalde hem daarop transfervrij binnen en leende hem direct uit aan Siena. Daarmee speelde Molinaro in het seizoen 2006/07 een niveau hoger dan zijn eigenlijke werkgever, omdat die vanwege een omkoopschandaal was teruggezet naar de Serie B. Een jaar later werd hij teruggehaald door Juventus, dat gepromoveerd in de Serie A terugkeerde.
Juventus verhuurde Molinaro' in januari 2010 voor een half jaar aan VfB Stuttgart. Dat kreeg daarbij een optie tot koop aan het einde van het seizoen voor € 4.000.000,- . Stuttgart lichtte de optie op 1 juni 2010 en gaf Molinaro een contract tot de zomer van 2014.
Molinaro keerde in 2013 terug naar Italië waar hij een contract kreeg bij Parma. Daarmee eindigde hij het seizoen als nummer zes van de Serie A. In de daaropvolgende zomer stapte hij over naar de nummer zeven van het voorafgaande seizoen, Torino.

## Clubstatistieken
| Seizoen | Club               | Competitie | Duels | Goals |
| ------- | ------------------ | ---------- | ----- | ----- |
| 2002/03 | Salernitana Calcio | Serie B    | 5     | 0     |
| 2003/04 | Salernitana Calcio | Serie B    | 33    | 0     |
| 2004/05 | Salernitana Calcio | Serie B    | 39    | 1     |
| 2005/06 | AC Siena           | Serie A    | 20    | 0     |
| 2006/07 | AC Siena           | Serie A    | 36    | 1     |
| 2007/08 | Juventus           | Serie A    | 31    | 0     |
| 2008/09 | Juventus           | Serie A    | 29    | 0     |
| 2009/10 | Juventus           | Serie A    | 5     | 0     |
| 2009/10 | → VfB Stuttgart    | Bundesliga | 17    | 0     |
| 2010/11 | VfB Stuttgart      | Bundesliga | 27    | 0     |
| 2011/12 | VfB Stuttgart      | Bundesliga | 23    | 0     |
| 2012/13 | VfB Stuttgart      | Bundesliga | 25    | 0     |
| 2013/14 | VfB Stuttgart      | Bundesliga | 1     | 0     |
| 2013/14 | Parma              | Serie A    | 16    | 2     |
| 2014/15 | Torino             | Serie A    | 24    | 0     |
| 2015/16 | Torino             | Serie A    | 27    | 1     |
| 2016/17 | Torino             | Serie A    | 10    | 0     |
| 2017/18 | Torino             | Serie A    | 20    | 0     |
| 2018/19 | Frosinone Calcio   | Serie A    | 14    | 0     |
| 2019/20 | Venezia FC         | Serie B    | 12    | 0     |
| 2020/21 | Venezia FC         | Serie B    | 3     | 0     |
| Totaal  | Totaal             | Totaal     | 417   | 5     |